# Carlo di Solms-Braunfels
Carlo di Solms-Braunfels (Neustrelitz, 27 luglio 1812 – Bad Kreuznach, 13 novembre 1875) è stato un ufficiale, militare e principe tedesco che servì sia nell'esercito austriaco che nella cavalleria del granducato d'Assia. Come Commissario Generale della Adelsverein, guidò la creazione di colonie di immigrati tedeschi in Texas. Il principe Carlo di Solms chiamò New Braunfels in Texas in onore della sua terra natìa.

## Infanzia e vita famigliare
Il principe Federico Guglielmo Carlo Luigi Giorgio Alfredo Alessandro di Solms-Braunfels nacque a Neustrelitz. Suo padre era il principe Federico Guglielmo di Solms-Braunfels, secondo marito di sua madre, la duchessa Federica di Meclemburgo-Strelitz.
Sebbene egli fosse un senza terra, il figlio più giovane di un figlio più giovane di un principe tedesco di minore importanza il cui reame era stato mediatizzato nel 1806, il matrimonio di Carlo, nel 1834, con Luise Auguste Stephanie Beyrich fu considerato inferiore al suo rango di principe e per questo celebrato morganaticamente. Nel 1837 sua madre divento regina consorte di Hannover. Poco prima della sua morte nel 1841 il suo patrigno, re Ernesto Augusto I, un membro della famiglia reale britannica, riuscì a fare pressioni su Carlo costringendolo ad un accordo monetario con sua moglie ed i suoi tre figli per un de facto annullamento reale. Luise ed i bemabini, Maria (nata nel 1835), Carlo Luigi (1837-1918), e Melania (nata nel 1840), furono nobilitati nel granducato d'Assia sotto il nome von Schönau il 25 marzo 1841. La famiglia fu nobilitata ulteriormente nel 1912 con il cognome von Schönau de Solms.
Carlo sposò quindi Maria Giuseppina Sofia, figlia del principe Domenico Costantino di Löwenstein-Wertheim-Rochefort e vedova del principe Francesco Giuseppe di Salm-Salm, il 3 dicembre 1845. Dall'unione nacquero cinque figli:
- principe Luigi di Solms-Braunfels (1847–1900)

sposò morganaticamente il 16 dicembre 1877 Karoline Diem
- principessa Eulalia di Solms-Braunfels (1851–1922)

sposò il 12 marzo 1874 il principe Eduardo di Ligne, figlio di Eugenio, VIII principe di Ligne
- principessa Maria di Solms-Braunfels (1852–1882)

sposò il 30 aprile 1872 suo cugino il principe Ermanno di Solms-Braunfels
- principessa Sofia di Solms-Braunfels (1853–1869)
- principe Alessandro di Solms-Braunfels (1855–1926)

sposò il 19 gennaio 1891 la baronessa Esperanza von Erlanger
Carlo era ben educato, ben connesso, e di bell'aspetto. Un cercatore di avventura, diventò capitano nella cavalleria nell'esercito imperiale d'Austria nel 1841.

## Onorificenze

### Posizioni militari onorarie
| Forza militare                           | Unità                    | Posizione                    |
| ---------------------------------------- | ------------------------ | ---------------------------- |
| Forze armate dell'Impero austro-ungarico | Esercito austro-ungarico | Feldmaresciallo luogotenente |
| Forze armate dell'Assia                  | Esercito assiano         | Tenente colonnello           |

## Ascendenza
|                                                |                                                 |                                                           | Genitori                                                              |  |  | Nonni |  |  | Bisnonni                                           |  |  | Trisnonni                                       |  |
|                                                |                                                 |                                                           |                                                                       |  |  |       |  |  | Federico Guglielmo, 1º principe di Solms-Braunfels |  |  | Guglielmo Maurizio, conte di Solms-Greifenstein |  |
|                                                |                                                 |                                                           |                                                                       |  |  |       |  |  | Federico Guglielmo, 1º principe di Solms-Braunfels |  |  | Guglielmo Maurizio, conte di Solms-Greifenstein |  |
|                                                |                                                 | langravia Maddalena Sofia d'Assia-Homburg                 |                                                                       |  |  |       |  |  | Federico Guglielmo, 1º principe di Solms-Braunfels |  |  |                                                 |  |
| Ferdinando, 2º principe di Solms-Braunfels     |                                                 |                                                           |                                                                       |  |  |       |  |  | Federico Guglielmo, 1º principe di Solms-Braunfels |  |  |                                                 |  |
|                                                |                                                 | principessa Maddalena Enrichetta di Nassau-Weilburg       | Giovanni Ernesto, principe di Nassau-Weilburg                         |  |  |       |  |  |                                                    |  |  |                                                 |  |
|                                                |                                                 | principessa Maddalena Enrichetta di Nassau-Weilburg       | Giovanni Ernesto, principe di Nassau-Weilburg                         |  |  |       |  |  |                                                    |  |  |                                                 |  |
|                                                |                                                 | principessa Maddalena Enrichetta di Nassau-Weilburg       | contessa Maria Polissena di Leiningen-Dagsburg-Hartenburg             |  |  |       |  |  |                                                    |  |  |                                                 |  |
| principe Federico Guglielmo di Solms-Braunfels |                                                 | principessa Maddalena Enrichetta di Nassau-Weilburg       |                                                                       |  |  |       |  |  |                                                    |  |  |                                                 |  |
|                                                |                                                 | Cristiano Augusto, conte di Solms-Laubach                 | Federico Ernesto, conte di Solms-Laubach                              |  |  |       |  |  |                                                    |  |  |                                                 |  |
|                                                |                                                 | Cristiano Augusto, conte di Solms-Laubach                 | Federico Ernesto, conte di Solms-Laubach                              |  |  |       |  |  |                                                    |  |  |                                                 |  |
|                                                |                                                 | Cristiano Augusto, conte di Solms-Laubach                 | contessa Federica Carlotta di Stolberg-Gedern                         |  |  |       |  |  |                                                    |  |  |                                                 |  |
| Ccontessa Sofia di Solms-Laubach               |                                                 | Cristiano Augusto, conte di Solms-Laubach                 |                                                                       |  |  |       |  |  |                                                    |  |  |                                                 |  |
|                                                |                                                 | principessa Elisabetta di Isenburg e Büdingen in Birstein | Volfango Ernesto I, principe di Isenburg e Büdingen in Birstein       |  |  |       |  |  |                                                    |  |  |                                                 |  |
|                                                |                                                 | principessa Elisabetta di Isenburg e Büdingen in Birstein | Volfango Ernesto I, principe di Isenburg e Büdingen in Birstein       |  |  |       |  |  |                                                    |  |  |                                                 |  |
|                                                |                                                 | principessa Elisabetta di Isenburg e Büdingen in Birstein | contessa Federica di Leiningen-Dagsburg-Hartenburg                    |  |  |       |  |  |                                                    |  |  |                                                 |  |
| principe Carlo di Solms-Braunfels              |                                                 | principessa Elisabetta di Isenburg e Büdingen in Birstein |                                                                       |  |  |       |  |  |                                                    |  |  |                                                 |  |
|                                                | Carlo Ludovico Federico di Meclemburgo-Strelitz | Adolfo Federico II di Meclemburgo-Strelitz                |                                                                       |  |  |       |  |  |                                                    |  |  |                                                 |  |
|                                                | Carlo Ludovico Federico di Meclemburgo-Strelitz | Adolfo Federico II di Meclemburgo-Strelitz                |                                                                       |  |  |       |  |  |                                                    |  |  |                                                 |  |
|                                                | Carlo Ludovico Federico di Meclemburgo-Strelitz | Cristiana Emilia di Schwarzburg-Sondershausen             |                                                                       |  |  |       |  |  |                                                    |  |  |                                                 |  |
| Carlo II di Meclemburgo-Strelitz               | Carlo Ludovico Federico di Meclemburgo-Strelitz |                                                           |                                                                       |  |  |       |  |  |                                                    |  |  |                                                 |  |
|                                                |                                                 | Elisabetta Albertina di Sassonia-Hildburghausen           | Ernesto Federico I di Sassonia-Hildburghausen                         |  |  |       |  |  |                                                    |  |  |                                                 |  |
|                                                |                                                 | Elisabetta Albertina di Sassonia-Hildburghausen           | Ernesto Federico I di Sassonia-Hildburghausen                         |  |  |       |  |  |                                                    |  |  |                                                 |  |
|                                                |                                                 | Elisabetta Albertina di Sassonia-Hildburghausen           | Sofia Albertina di Erbach-Erbach                                      |  |  |       |  |  |                                                    |  |  |                                                 |  |
| Federica di Meclemburgo-Strelitz               |                                                 | Elisabetta Albertina di Sassonia-Hildburghausen           |                                                                       |  |  |       |  |  |                                                    |  |  |                                                 |  |
|                                                |                                                 | Giorgio Guglielmo d'Assia-Darmstadt                       | Luigi VIII d'Assia-Darmstadt                                          |  |  |       |  |  |                                                    |  |  |                                                 |  |
|                                                |                                                 | Giorgio Guglielmo d'Assia-Darmstadt                       | Luigi VIII d'Assia-Darmstadt                                          |  |  |       |  |  |                                                    |  |  |                                                 |  |
|                                                |                                                 | Giorgio Guglielmo d'Assia-Darmstadt                       | Carlotta di Hanau-Lichtenberg                                         |  |  |       |  |  |                                                    |  |  |                                                 |  |
| Federica Carolina Luisa d'Assia-Darmstadt      |                                                 | Giorgio Guglielmo d'Assia-Darmstadt                       |                                                                       |  |  |       |  |  |                                                    |  |  |                                                 |  |
|                                                |                                                 | Maria Luisa Albertina di Leiningen-Dagsburg-Falkenburg    | Cristiano Carlo Reinardo di Leiningen-Dachsburg-Falkenburg-Heidesheim |  |  |       |  |  |                                                    |  |  |                                                 |  |
|                                                |                                                 | Maria Luisa Albertina di Leiningen-Dagsburg-Falkenburg    | Cristiano Carlo Reinardo di Leiningen-Dachsburg-Falkenburg-Heidesheim |  |  |       |  |  |                                                    |  |  |                                                 |  |
|                                                |                                                 | Maria Luisa Albertina di Leiningen-Dagsburg-Falkenburg    | Caterina Polissena di Solms-Rödelheim                                 |  |  |       |  |  |                                                    |  |  |                                                 |  |
|                                                |                                                 | Maria Luisa Albertina di Leiningen-Dagsburg-Falkenburg    |                                                                       |  |  |       |  |  |                                                    |  |  |                                                 |  |